# Liste feministischer Pornofilme

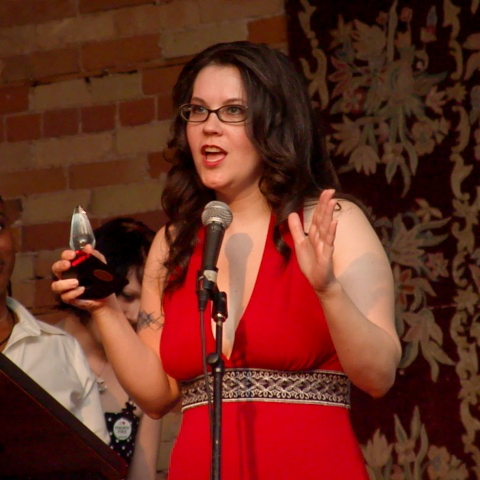
Tristan Taormino, Feminist Porn Award Toronto (2007)

In der Liste feministischer Pornofilme sind bekannte feministische Pornofilme verzeichnet. Der feministische Porno entwickelte sich auf der Grundlage des sex-positiven Feminismus in den 1990er Jahren. In Europa werden die besten Filme z. B. beim Feministischen Pornofilmpreis Europa, beim Porn Film Festival Vienna und ähnlichen Events prämiert. In Kanada wird seit 2006 jährlich der Feminist Porn Award verliehen.

## Liste feministischer Pornofilme
| Afrodite Superstar                                                               | Venus Hottentot                         | USA                     | 2007 | Gewinner des Feminist Porn Awards 2007 in der Kategorie „Best New Star“ |  |  |
| All About Anna                                                                   | Jessica Nilsson                         | Dänemark                | 2005 | |  |  |
| The Band                                                                         | Anna Brownfield                         | Australien              | 2009 | Gewinner des Feminist Porn Awards 2010 in der Kategorie „Hottest Feature Film“. |  |  |
| Barcelona Sex Project                                                            | Erika Lust                              | Spanien                 | 2008 | Der Film wurde 2008 in Berlin mit dem Venus Award in der Kategorie „Best Erotic Documentary“ ausgezeichnet. |  |  |
| Billy Castro Does the Mission                                                    | Courtney Trouble                        | USA                     | 2010 | Der Pornofilm gewann den Feminist Porn Awards 2011 als bester Beitrag in der Kategorie „Trans Film“. |  |  |
| Boutique                                                                         | Jincey Lumpkin                          | Kanada                  | 2010 | Gewinner des Feminist Porn Awards 2012 in der Kategorie „Hottest Lesbian Vignette“ |  |  |
| Bridal Shower                                                                    | Candida Royalle                         | USA                     | 1997 | |  |  |
| Cabaret Desire                                                                   | Erika Lust                              | Spanien                 | 2011 | |  |  |
| Caribbean Heat                                                                   | Candida Royalle                         | USA                     | 2004 | |  |  |
| Chemistry                                                                        | Tristan Taormino                        | USA                     | 2006 | Der Film wurde 2007 auf den Feminist Porn Awards mehrfach ausgezeichnet. |  |  |
| Constance                                                                        | Knud Vesterskov                         | Dänemark                | 1998 | |  |  |
| Dirty Diaries                                                                    | Mia Engberg                             | Schweden                | 2009 | Die aus fünf Einzelbeiträgen bestehende Zusammenstellung Dirty Diaries wurde vom schwedischen Staat finanziell gefördert. |  |  |
| The Elegant Spanking                                                             | Maria Beatty                            | USA                     | 1995 | |  |  |
| Emile                                                                            | N. Maxwell Lander                       | Kanada                  | 2011 | Gewinner des Feminist Porn Awards 2012 in der Kategorie „Sexiest Short“ |  |  |
| Expert Guide to Advanced Anal Sex                                                | Tristan Taormino                        | USA                     | 2011 | Gewinner des Feminist Porn Awards 2012 in der Kategorie „Sex Education“ |  |  |
| The Female Voyeur                                                                | Petra Joy                               | Deutschland             | 2011 | Gewinner des Feminist Porn Awards 2012 in der Kategorie „Steamiest Straight Movie“ |  |  |
| Femme                                                                            | Candida Royalle                         | USA                     | 1984 | gilt als der erste feministische Porno |  |  |
| FFMM straight / queer doggy BJ ORAL orgasm squirting ROYALE (gebührenfinanziert) | Paulita Pappel                          | Deutschland             | 2022 | Wurde von Jan Böhmermann und der Regisseurin mit öffentlich-rechtlichen Geldern im Rahmen des ZDF Magazin Royales produziert. Der Film erhielt bei den Venus Awards 2022 den Jurypreis für die „herausragendste Produktion 2022“. |  |  |
| Five Hot Stories for Her                                                         | Erika Lust                              | Spanien                 | 2007 | Der Film wurde 2008 bei den Feminist Porn Awards in Toronto als bester Porno des Jahres ausgezeichnet. |  |  |
| Fluid: Men Redefining Sexuality                                                  | Madison Young                           | USA                     | 2010 | Der Pornofilm gewann den Feminist Porn Awards 2010 als bester Beitrag in der Kategorie „Bi Movie“. |  |  |
| Fuckstyles                                                                       | Courtney Trouble, Tina Horn             | USA                     | 2012 | Gewinner des Feminist Porn Awards 2012 in der Kategorie „Most Deliciously Diverse Cast“ |  |  |
| The Good Girl                                                                    | Erika Lust                              | Spanien                 | 2004 | |  |  |
| Handcuffs                                                                        | Erika Lust                              | Spanien                 | 2009 | Der Film gewann 2010 den Preis für „Sexiest Short Film of the Year“ bei den Feminist Porn Awards in Toronto und wurde beim CineKink Festival in New York als „Best Experimental Short Film“ ausgezeichnet.                        |  |  |
| Heartthrob of the Year                                                           | James Darling                           | USA                     | 2012 | Gewinner des Feminist Porn Awards 2012 |  |  |
| Hella Brown: Real Sex in the City                                                | Nenna Joiner                            | USA                     | 2011 | Gewinner des Feminist Porn Awards 2012 in der Kategorie „Dyke Film“ |  |  |
| Hinter Gittern gevögelt (Pink Prison)                                            | Lisbeth Lynghøft                        | Dänemark                | 1999 | |  |  |
| Des jours plus belles que la nuit                                                | Jennifer Lyon Bell und Murielle Scherre | Frankreich              | 2009 | Der Film wurde beim Feminist Porn Award 2010 in Toronto für die beste Regie ausgezeichnet. |  |  |
| Last Tango                                                                       | Nica Noelle                             | Kanada                  | 2011 | Gewinner des Feminist Porn Awards 2012 in der Kategorie „Most Arousing Adaptation“ |  |  |
| Life Love Lust                                                                   | Erika Lust                              | Spanien                 | 2010 | Gewinner des Feminist Porn Awards 2011 in der Kategorie „Film of the Year“ |  |  |
| Mommy is Coming                                                                  | Cheryl Dunye                            | USA                     | 2012 | Gewinner des Feminist Porn Awards 2012 in der Kategorie „Original Concept“ |  |  |
| One Size Fits All                                                                | Candida Royalle                         | USA                     | 1998 | |  |  |
| An Open Invitation. A Real Swingers Party in San Francisco                       | Ilana Rothman                           | USA                     | 2010 | Der Pornofilm wurde 2011 auf den Feminist Porn Awards als „Sexiest Straight Movie“ ausgezeichnet. |  |  |
| Pour une nuit                                                                    | Émilie Jouvet                           | Frankreich              | 2006 | |  |  |
| River Rock Women’s Prison                                                        | Kathryn Annelle                         | USA                     | 2009 | Der Film wurde 2010 auf den Feminist Porn Awards in den Kategorien „Hottest Dyke Movie“ und „Hottest Kink Movie“ ausgezeichnet.                                                                                                   |  |  |
| Romance XXX                                                                      | Catherine Breillat                      | Frankreich              | 1999 | |  |  |
| Room 33                                                                          | Erika Lust                              | Spanien                 | 2011 | |  |  |
| Rough Sex 2                                                                      | Tristan Taormino                        | USA                     | 2010 | Der Film wurde beim Feminist Porn Award 2011 in Toronto als bester Film in der Kategorie „Kink Movie“ ausgezeichnet. |  |  |
| The Seven Deadly Sins                                                            | Maria Beatty                            | USA                     | 2002 | Der Film wurde 2004 beim Festival Internacional de Cine Erotico De Barcelona in der Kategorie „Bester Fetisch-Film“ prämiert. |  |  |
| Sexual Sushi                                                                     | Petra Joy                               | Deutschland             | 2005 | |  |  |
| Taxi Volume 1                                                                    | Jincey Lumpkin und Maria Angel          | USA                     | 2010 | Der Film wurde beim Feminist Porn Award 2011 in Toronto als bester Film in der Kategorie „Hottest Lesbian Vignette“ ausgezeichnet.                                                                                                |  |  |
| That’s What I Like                                                               | Louise Lush                             | Australien              | 2009 | 1. Preis beim erotischen Kurzfilmwettbewerb Petra Joy Award |  |  |
| Tight Places: A Drop of Color                                                    | Nenna Joiner                            | USA                     | 2010 | Der queere Film wurde 2011 auf den Feminist Porn Awards für die beste Besetzung ausgezeichnet. |  |  |
| Till Sex Do Us Part                                                              | Roberto Valtueña                        | Spanien                 | 2011 | Der Pornospielfilm gewann den Erotic Award of London. |  |  |
| Too Much Pussy!                                                                  | Émilie Jouvet                           | Frankreich, Deutschland | 2010 | Dokumentation über sieben Frauen auf Performance-Tour durch Europa 2009 |  |  |
| Under the Covers                                                                 | Candida Royalle                         | USA                     | 2007 | |  |  |
| Viscious Strap-on Bitches                                                        | Julie Simone                            | USA                     | 2011 | Gewinner des Feminist Porn Awards 2012 in der Kategorie „Kink Movie“ |  |  |